# Любов до трьох цукербрінів
«Любов до трьох цукербринам» — дванадцятий роман Віктора Пелевіна, який вийшов у видавництві «Ексмо» і надійшов у продаж 9 вересня 2014 року. Перший тираж — 70 000 примірників. Одночасно з паперовою версією вийшла і аудіоверсія (озвучення — Сергій Чонішвілі, видавець — Видавничий Дім Союз).

## Сюжет
У прес-релізі повідомляється, що нова книга Пелевіна — це «динамічна елегія нашого дня, просочена гіркотою розчарувань і парадоксальністю висновків». Серед «трендів», порушених у ній, — Facebook, Google, Україна, толерантність, культ споживання, інтернет-залежність, інформаційне рабство і тероризм. Філософські роздуми героїв проходять на тлі популярної мобільної гри Angry Birds.
Сам термін цукербрин утворений як синтез двох гігантів сучасної web-індустрії — Сергія Бріна і Марка Цукерберга.
Основним героєм роману є «технічний рятівник світу». У романі він називається Киклоп. Звичайно, він не перший і не останній такий представник, який живе на землі. За всю історію нашого існування вони ходили серед нас і спостерігали за подіями. І для таких як Киклоп існували жорсткі правила, в рамках яких вони повинні були діяти. Правила не могли змінитися, незважаючи на їх дивне трактування. Навіть якщо їм щось не до вподоби (виходячи з особистого сприйняття добра і зла), Кіклопи не могли скористатися силою тільки виходячи з власних мотивів.
У сюжеті книги також згадано Майдан у столиці України, Кримський півострів і знайдений після втечі Януковича золотий батон.
Також у назві роману очевидна алюзія на Любов до трьох апельсинів — казкову п'єсу, фьябу, написану Карло Гоцці в 1760 році.